# Степулис, Пранас Симанович
Пранас Симанович Степулис (1913 — 2007) — советский литовский исполнитель музыки на канклес, руководитель художественных коллективов.Заслуженный артист Литовской ССР (1954). Заслуженный деятель искусств Литовской ССР (1963). Лауреат Сталинской премии третьей степени (1950).

## Биография
Пранас Степулис родился 1 (14 октября) 1913 года в деревне Яненай (ныне — Лаздийский район, Литва). С 1930 года в Каунасе. В 1950 году окончил ЛитГК по классу гобоя. В 1940—1962 годах руководил оркестровой группой ансамбля песни и танца Литовской ССР «Летува». С 1945 году преподавал в ЛитГК. Профессор. Умер 5 апреля 2007 года в Вильнюсе.

## Награды и премии
- заслуженный артист Литовской ССР (1954)
- заслуженный деятель искусств Литовской ССР (1963)
- Сталинская премия третьей степени (1950) — за концертно-исполнительскую деятельность
- офицер ордена Витаутаса Великого (2003)
- орден Трудового Красного Знамени (1954)[1]